# Giovanni Ferrofino
Giovanni Ferrofino (24 de febrero de 1912, Alessandria, Italia, - 21 de diciembre de 2010) fue un arzobispo italiano de la Iglesia católica.

## Primeros años y ordenación
Ferrofino nació en 1912 en la ciudad de Alessandria en el noroeste de Italia. El 22 de septiembre de 1934 fue ordenado sacerdote de la Diócesis de Alessandria.
El 8 de febrero de 1960, Ferrofino fue designado como nuncio apostólico de Haití. El 26 de octubre de 1961 fue designado Arzobispo Titular de Zenopolis en Isauria y ordenado el 28 de noviembre de 1961. Giovanni fue designado nuncio apostólico de Ecuador el 3 de noviembre de 1965; renunció a esta posición el 29 de septiembre de 1970.

## Acciones durante la Segunda Guerra Mundial
Durante la Segunda Guerra Mundial, de acuerdo con Gary Krupp de la Fundación Pave the Way, actuó personalmente bajo las órdenes directas de Pío XII dos veces al año para obtener visas para los judíos que arribaban de Portugal a la República Dominicana.
Viajó con el nuncio, arzobispo Maurilio Silvani, para obtener 800 visas por barco dos veces al año de 1939 a 1945 y apeló directamente al General Rafael Leónidas Trujillo a nombre de Pío XII. A decir de Krupp, esta acción salvó la vida a 10 000 judíos que entonces viajaron a América con la ayuda de Monseñor Ferrofino a través de Cuba, México y Canadá.